# پادشاه چانگ
پادشاه چانگ (زاده ۶ سپتامبر ۱۳۸۱ میلادی) (مرگ ۳۱ دسامبر ۱۳۸۹ میلادی) سی و سومین و جوانترین پادشاه از سلسله گوریو بود. او پسر پادشاه یو بود که در سال ۱۳۸۸ پس از برکناری پدرش از سلطنت به حکومت رسید. وی در سال ۱۳۸۹ به همراه پدرش ترور شد.

## هم‌چنین ببینید
- فهرست پادشاهان کره